# Gerard de Lunèl
|  | Per a altres significats, vegeu «Gerard». |

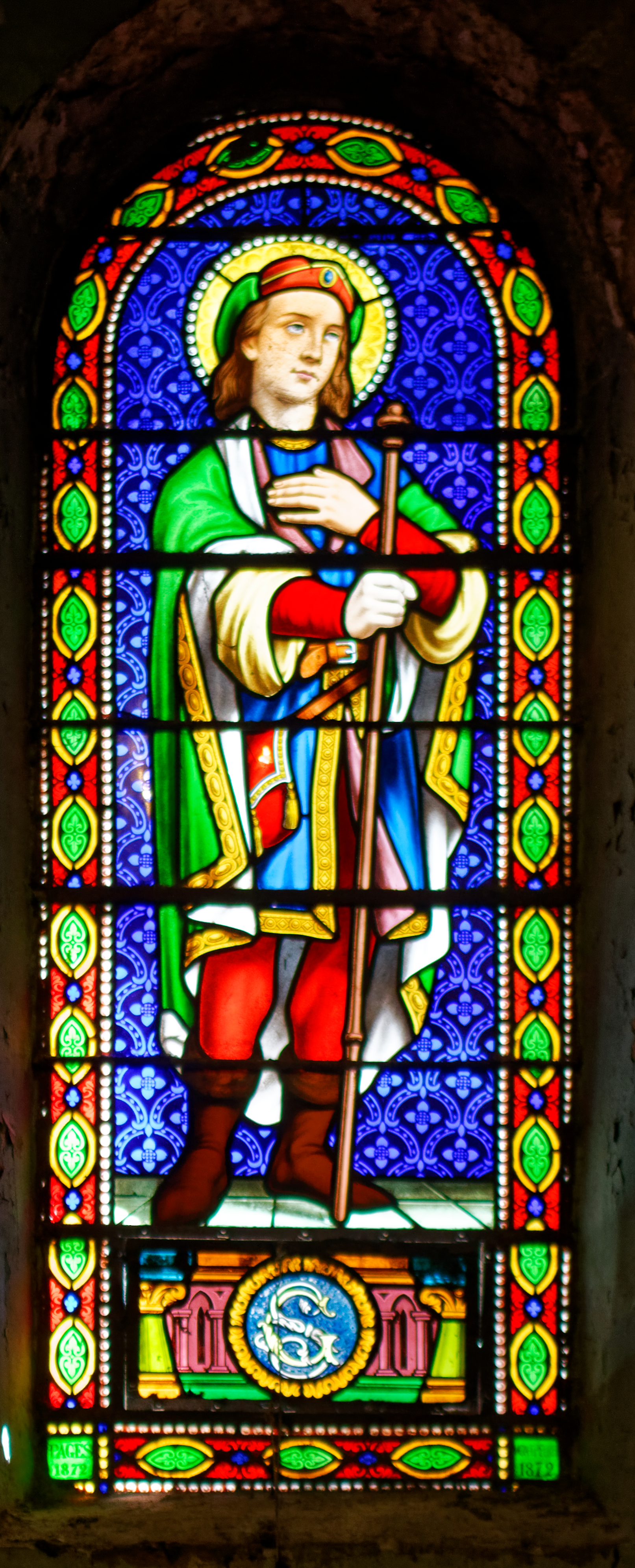
Representació de Sant Gerard.

Gerard de Lunèl o de Ròcafòrt (Lunèl, Erau, Llenguadoc-Rosselló, 1270-1274 - Montesanto, actual Potenza Picena, Macerata, Itàlia, 1295-1299) fou un noble provença, retirat com a eremita. És venerat com a sant per diverses confessions cristianes.

## Biografia i llegenda
Gerard era fill de Gerard d'Ami, senyor de Castelnau i de la casa dels Sabran, il·lustre família del Llenguadoc, i de Teresa, filla de Raimon de Gaucelin. Va néixer entre el 1270 i el 1274, i era germà d'Efrem. En morir el seu avi Raimon de Guacelin, Gerard, conegut com a Geri, rebé en herència la meitat de la baronia de Lunèl, amb quinze viles que en depenien. En morir el seu oncle Guacelin en 1294, rebé una nova herència, administrada durant la seva minoria d'edat pel seu pare Gerard.
En 1295, el rei Felip I de França, que volia disposar d'un port a la Mediterrània, va manifestar el desig de tenir Lunèl sota el seu control, i proposà a Gerard de bescanviar-lo per altres terres: Geri es convertí així en comte de Ròcafòrt de Gardon, també al Llenguadoc (a l'actual Gard).
No gaire després, Geri i el seu germà decidiren d'abandonar la vida mundana i retirar-se a fer vida eremítica. Deixaren Ròcafòrt i anaren a viure en dues coves properes al Pont del Gard, l'antic aqüeducte romà. Unes pluges van fer créixer el cabal del riu i els germans quedaren atrapats a les coves sense poder-ne sortir, ni tan sols a cercar menjar; la tradició diu que salvaren la vida perquè dues serps els portaren pans a la cova. En deixar de ploure i baixar el nivell de l'aigua, Geri i el seu germà s'adreçaren a un castell proper per combregar-hi. En trobar-hi un sacerdot, li explicaren el miracle esdevingut, i la notícia se'n difongué ràpidament.
Aviat, molta gent anà a veure els eremites per implorar-los el seu ajut i les seves pregàries. Davant aquesta fama, Geri marxà, ja que volia continuar fent vida solitària i sense els honors d'altri, anant cap a Palestina. De camí, els dos germans volien passar per Roma i visitar les tombes dels apòstols Pere i Pau. A Roma tingueren notícia que a Ancona vivia un anacoreta anomenat Liberi, amb gran fama de santedat, que volia anar a Terra Santa. Pensaren d'anar amb ell i s'adreçaren a Ancona.
En arribar, però, a Tolentino, Gerard fou atacat per un mal, que anà empitjorant i feu que morís quan era prop de Monte Santo, actual Potenza Picena. Tenia 25 anys, i morí entre 1295 i 1299.

## Veneració
Fou sebollit al mateix Monte Santo, on s'aixecà una capella i se li venerà com a sant. En les actes del consell del comú del gener de 1371 ja consta que se celebrava la festa de San Girio el 25 de maig.
L'1 d'agost de 1742, Benet XIV n'aprovà el culte.